# 塔米·詹金斯
塔米·詹金斯（英語：Tammy Jenkins，1971年8月26日—），新西兰女子羽毛球运动员。她曾代表新西兰参加1994年、1998年和2002年英联邦运动会羽毛球比赛，获得二枚铜牌。她也曾参加1992年和1996年夏季奥运会。